# Temporada 2016 del Campeonato del Mundo de Moto3
La temporada 2016 del Campeonato del Mundo de Moto3 es parte de la 68.ª edición del Campeonato del Mundo de Motociclismo.

## Calendario
El calendario está formado por un total de 18 carreras, disputadas en 15 países distintos.
| Ronda | Fecha            | Gran Premio                            | Circuito                                              |
| ----- | ---------------- | -------------------------------------- | ----------------------------------------------------- |
| 1     | 20 de marzo      | Gran Premio de Catar                   | Circuito Internacional de Losail, Doha                |
| 2     | 3 de abril       | Gran Premio de la República Argentina  | Autódromo Termas de Río Hondo, Santiago del Estero    |
| 3     | 10 de abril      | Gran Premio de las Américas            | Circuito de las Américas, Austin                      |
| 4     | 24 de abril      | Gran Premio de España                  | Circuito de Jerez, Jerez de la Frontera               |
| 5     | 8 de mayo        | Gran Premio de France                  | Le Mans Bugatti, Maine                                |
| 6     | 22 de mayo       | Gran Premio de Italia                  | Circuito de Mugello, Mugello                          |
| 7     | 5 de junio       | Gran Premio de Cataluña                | Circuito de Barcelona-Cataluña, Montmeló              |
| 8     | 26 de junio      | TT Assen                               | Circuito de Assen, Assen                              |
| 9     | 10 de julio      | Gran Premio de Alemania                | Sachsenring, Hohenstein-Ernstthal                     |
| 10    | 14 de agosto     | Gran Premio de Austria                 | Red Bull Ring, Spielberg                              |
| 11    | 21 de agosto     | Gran Premio de la República Checa      | Autódromo de Brno, Brno                               |
| 12    | 4 de septiembre  | Gran Premio de Gran Bretaña            | Circuito de Silverstone, Silverstone                  |
| 13    | 11 de septiembre | Gran Premio de San Marino              | Circuito de Misano Marco Simoncelli, Misano Adriatico |
| 14    | 25 de septiembre | Gran Premio de Aragón                  | Motorland Aragón, Alcañiz                             |
| 15    | 16 de octubre    | Gran Premio de Japón                   | Twin Ring Motegi, Motegi                              |
| 16    | 23 de octubre    | Gran Premio de Australia               | Circuito de Phillip Island, Phillip Island            |
| 17    | 30 de octubre    | Gran Premio de Malasia                 | Circuito Internacional de Sepang, Selangor            |
| 18    | 13 de noviembre  | Gran Premio de la Comunidad Valenciana | Circuito Ricardo Tormo, Valencia                      |

## Equipos y pilotos en Moto3
La Federación Internacional de Motociclismo anunció los equipos y pilotos para la temporada 2016.
| Equipo                                               | Constructor | Moto           | N.º | Piloto                  | Rondas        |
| ---------------------------------------------------- | ----------- | -------------- | --- | ----------------------- | ------------- |
| CIP-Unicom Starker                                   | Mahindra    | Mahindra MGP3O | 3   | Fabio Spiranelli        | 1–17          |
| CIP-Unicom Starker                                   | Mahindra    | Mahindra MGP3O | 24  | Tatsuki Suzuki          | Todas         |
| CIP-Unicom Starker                                   | Mahindra    | Mahindra MGP3O | 99  | Enzo Boulom             | 18            |
| Gresini Racing Moto3                                 | Honda       | Honda NSF250RW | 4   | Fabio Di Giannantonio   | Todas         |
| Gresini Racing Moto3                                 | Honda       | Honda NSF250RW | 33  | Enea Bastianini         | 1–4, 6–16, 18 |
| Gresini Racing Moto3                                 | Honda       | Honda NSF250RW | 71  | Ayumu Sasaki            | 17            |
| Sky Racing Team VR46                                 | KTM         | KTM RC250GP    | 5   | Romano Fenati           | 1–10          |
| Sky Racing Team VR46                                 | KTM         | KTM RC250GP    | 8   | Nicolò Bulega           | Todas         |
| Sky Racing Team VR46                                 | KTM         | KTM RC250GP    | 16  | Andrea Migno            | Todas         |
| Sky Racing Team VR46                                 | KTM         | KTM RC250GP    | 48  | Lorenzo Dalla Porta     | 12–18         |
| MH6 Laglisse MH6 Team                                | KTM         | KTM RC250GP    | 6   | María Herrera           | 1–17          |
| MH6 Laglisse MH6 Team                                | KTM         | KTM RC250GP    | 31  | Raúl Fernández          | 18            |
| Drive M7 SIC Racing Team                             | Honda       | Honda NSF250RW | 7   | Adam Norrodin           | Todas         |
| Drive M7 SIC Racing Team                             | Honda       | Honda NSF250RW | 84  | Jakub Kornfeil          | Todas         |
| Estrella Galicia 0,0                                 | Honda       | Honda NSF250RW | 09  | Jorge Navarro           | 1–7, 9–18     |
| Estrella Galicia 0,0                                 | Honda       | Honda NSF250RW | 44  | Arón Canet              | Todas         |
| Estrella Galicia 0,0                                 | Honda       | Honda NSF250RW | 48  | Lorenzo Dalla Porta     | 8             |
| Peugeot MC Saxoprint KRM-RZT                         | Peugeot     | Peugeot MGP3O  | 10  | Alexis Masbou           | 1–9           |
| Peugeot MC Saxoprint KRM-RZT                         | Peugeot     | Peugeot MGP3O  | 12  | Albert Arenas           | 10–18         |
| Peugeot MC Saxoprint KRM-RZT                         | Peugeot     | Peugeot MGP3O  | 17  | John McPhee             | 1–16          |
| Peugeot MC Saxoprint KRM-RZT                         | Peugeot     | Peugeot MGP3O  | 38  | Hafiq Azmi              | 17            |
| Peugeot MC Saxoprint KRM-RZT                         | Peugeot     | Peugeot MGP3O  | 63  | Vicente Pérez           | 18            |
| Peugeot MC Saxoprint KRM-RZT                         | KTM         | KTM RC250GP    | 97  | Maximilian Kappler      | 9             |
| RW Racing GP BV                                      | Honda       | Honda NSF250RW | 11  | Livio Loi               | Todas         |
| MRW Mahindra Aspar Team                              | Mahindra    | Mahindra MGP3O | 12  | Albert Arenas           | 4, 7          |
| Aspar Mahindra Team Moto3                            | Mahindra    | Mahindra MGP3O | 12  | Albert Arenas           | 8             |
| Aspar Mahindra Team Moto3                            | Mahindra    | Mahindra MGP3O | 21  | Francesco Bagnaia       | Todas         |
| Aspar Mahindra Team Moto3                            | Mahindra    | Mahindra MGP3O | 88  | Jorge Martín            | Todas         |
| UQ & Teluru Kohara RT                                | Honda       | TSR3 Honda     | 13  | Shizuka Okazaki         | 15            |
| Suus Honda                                           | FTR Honda   | Honda NSF250RW | 14  | Matt Barton             | 16            |
| 41 Planning IodaRacing Japan                         | Honda       | TSR3 Honda     | 15  | Rei Sato                | 15            |
| Motomex Team Worldwide Race Platinum Bay Real Estate | Mahindra    | Mahindra MGP3O | 18  | Gabriel Martínez-Ábrego | 14            |
| Motomex Team Worldwide Race Platinum Bay Real Estate | Mahindra    | Mahindra MGP3O | 22  | Danny Webb              | 8–9           |
| Motomex Team Worldwide Race Platinum Bay Real Estate | Mahindra    | Mahindra MGP3O | 40  | Darryn Binder           | Todas         |
| Motomex Team Worldwide Race Platinum Bay Real Estate | Mahindra    | Mahindra MGP3O | 42  | Marcos Ramírez          | 10–18         |
| Motomex Team Worldwide Race Platinum Bay Real Estate | Mahindra    | Mahindra MGP3O | 98  | Karel Hanika            | 1–7           |
| RBA Racing Team                                      | KTM         | KTM RC250GP    | 19  | Gabriel Rodrigo         | Todas         |
| RBA Racing Team                                      | KTM         | KTM RC250GP    | 58  | Juan Francisco Guevara  | Todas         |
| Leopard Racing                                       | KTM         | KTM RC250GP    | 20  | Fabio Quartararo        | Todas         |
| Leopard Racing                                       | KTM         | KTM RC250GP    | 36  | Joan Mir                | Todas         |
| Leopard Racing                                       | KTM         | KTM RC250GP    | 55  | Andrea Locatelli        | Todas         |
| Ongetta–Rivacold                                     | Honda       | Honda NSF250RW | 23  | Niccolò Antonelli       | Todas         |
| Ongetta–Rivacold                                     | Honda       | Honda NSF250RW | 95  | Jules Danilo            | Todas         |
| GA Competition                                       | KTM         | KTM RC250GP    | 26  | Daniel Sáez             | 18            |
| Freudenberg Racing Team                              | KTM         | KTM RC250GP    | 27  | Tim Georgi              | 9             |
| Freudenberg Racing Team                              | KTM         | KTM RC250GP    | 98  | Karel Hanika            | 11, 18        |
| Procercasa - 42 Motorsport                           | KTM         | KTM RC250GP    | 37  | Davide Pizzoli          | 4–7           |
| Procercasa - 42 Motorsport                           | KTM         | KTM RC250GP    | 99  | Enzo Boulom             | 4–5           |
| Red Bull KTM Ajo                                     | KTM         | KTM RC250GP    | 41  | Brad Binder             | Todas         |
| Red Bull KTM Ajo                                     | KTM         | KTM RC250GP    | 64  | Bo Bendsneyder          | Todas         |
| 3570 Team Italia                                     | Mahindra    | Mahindra MGP3O | 43  | Stefano Valtulini       | Todas         |
| 3570 Team Italia                                     | Mahindra    | Mahindra MGP3O | 77  | Lorenzo Petrarca        | Todas         |
| Schedl GP Racing                                     | KTM         | KTM RC250GP    | 48  | Lorenzo Dalla Porta     | 6             |
| Schedl GP Racing                                     | KTM         | KTM RC250GP    | 65  | Philipp Öttl            | 1–5, 7–18     |
| Mahindra Racing                                      | Mahindra    | Mahindra MGP3O | 53  | Marco Bezzecchi         | 10, 12        |
| Mahindra Racing                                      | Mahindra    | Mahindra MGP3O | 62  | Stefano Manzi           | 10, 12–13     |
| Minimoto Portomaggiore                               | Mahindra    | Mahindra MGP3O | 71  | Alex Fabbri             | 13            |
| Honda Team Asia                                      | Honda       | Honda NSF250RW | 76  | Hiroki Ono              | 1–7, 9–18     |
| Honda Team Asia                                      | Honda       | Honda NSF250RW | 89  | Khairul Idham Pawi      | Todas         |

| Leyenda             | Leyenda |
| ------------------- | ------- |
| Piloto titular      |         |
| Piloto invitado     |         |
| Piloto de reemplazo |         |

## Resultados y clasificación

### Grandes Premios
| Ronda | Gran Premio                            | Pole position     | Vuelta rápida          | Piloto ganador     | Constructor ganador |
| ----- | -------------------------------------- | ----------------- | ---------------------- | ------------------ | ------------------- |
| 1     | Gran Premio de Catar                   | Romano Fenati     | Livio Loi              | Niccolò Antonelli  | Honda               |
| 2     | Gran Premio de Argentina               | Brad Binder       | Joan Mir               | Khairul Idham Pawi | Honda               |
| 3     | Gran Premio de las Américas            | Philipp Öttl      | Romano Fenati          | Romano Fenati      | KTM                 |
| 4     | Gran Premio de España                  | Nicolò Bulega     | Brad Binder            | Brad Binder        | KTM                 |
| 5     | Gran Premio de Francia                 | Niccolò Antonelli | Arón Canet             | Brad Binder        | KTM                 |
| 6     | Gran Premio d'Italia                   | Romano Fenati     | Juan Francisco Guevara | Brad Binder        | KTM                 |
| 7     | Gran Premio de Cataluña                | Brad Binder       | Romano Fenati          | Jorge Navarro      | Honda               |
| 8     | TT Assen                               | Enea Bastianini   | Arón Canet             | Francesco Bagnaia  | Mahindra            |
| 9     | Gran Premio de Alemania                | Enea Bastianini   | Khairul Idham Pawi     | Khairul Idham Pawi | Honda               |
| 10    | Gran Premio de Austria                 | Joan Mir          | Philipp Öttl           | Joan Mir           | KTM                 |
| 11    | Gran Premio de la República Checa      | Brad Binder       | Brad Binder            | John McPhee        | Peugeot             |
| 12    | Gran Premio de Gran Bretaña            | Francesco Bagnaia | Nicolò Bulega          | Brad Binder        | KTM                 |
| 13    | Gran Premio de San Marino              | Brad Binder       | Andrea Locatelli       | Brad Binder        | KTM                 |
| 14    | Gran Premio de Aragón                  | Enea Bastianini   | Juan Francisco Guevara | Jorge Navarro      | Honda               |
| 15    | Gran Premio de Japón                   | Hiroki Ono        | Nicolò Bulega          | Enea Bastianini    | Honda               |
| 16    | Gran Premio de Australia               | Brad Binder       | Andrea Locatelli       | Brad Binder        | KTM                 |
| 17    | Gran Premio de Malasia                 | Brad Binder       | Joan Mir               | Francesco Bagnaia  | Mahindra            |
| 18    | Gran Premio de la Comunidad Valenciana | Arón Canet        | Brad Binder            | Brad Binder        | KTM                 |

### Campeonato de pilotos
Sistema de puntuación
Los puntos se reparten entre los quince primeros clasificados en acabar la carrera. 
Sistema de puntuación de 1993 hasta 2022:
| Posición | 1.º | 2.º | 3.º | 4.º | 5.º | 6.º | 7.º | 8.º | 9.º | 10.º | 11.º | 12.º | 13.º | 14.º | 15.º |
| Puntos   | 25  | 20  | 16  | 13  | 11  | 10  | 9   | 8   | 7   | 6    | 5    | 4    | 3    | 2    | 1    |

| Pos      | Piloto                  | Moto      | QAT | ARG | AME | ESP | FRA | ITA | CAT | NED | GER | AUT | CZE | GBR | RSM | ARA | JPN | AUS | MAL | VAL | Pts |
| -------- | ----------------------- | --------- | --- | --- | --- | --- | --- | --- | --- | --- | --- | --- | --- | --- | --- | --- | --- | --- | --- | --- | --- |
| 1        | Brad Binder             | KTM       | 2   | 3   | 3   | 1   | 1   | 1   | 2   | 12  | 8   | 2   | Ret | 1   | 1   | 2   | 2   | 1   | 17  | 1   | 319 |
| 2        | Enea Bastianini         | Honda     | 5   | 17  | 6   | 8   |     | 12  | 3   | Ret | 3   | 3   | 4   | 7   | 2   | 3   | 1   | Ret |     | 4   | 177 |
| 3        | Jorge Navarro           | Honda     | 7   | 2   | 2   | 4   | 3   | Ret | 1   |     | 7   | Ret | 10  | Ret | Ret | 1   | Ret | Ret | Ret | 9   | 150 |
| 4        | Francesco Bagnaia       | Mahindra  | 3   | 23  | 14  | 3   | 12  | 3   | Ret | 1   | 10  | 11  | Ret | 2   | 21  | 16  | 6   | Ret | 1   | Ret | 145 |
| 5        | Joan Mir                | KTM       | 12  | 5   | Ret | 6   | 25  | 7   | 8   | 8   | Ret | 1   | 8   | 9   | 3   | 5   | 9   | Ret | Ret | 2   | 144 |
| 6        | Fabio Di Giannantonio   | Honda     | 26  | 25  | 17  | Ret | 17  | 2   | 9   | 2   | 5   | 8   | 3   | 6   | 10  | 4   | 5   | Ret | 15  | 5   | 134 |
| 7        | Nicolò Bulega           | KTM       | 6   | 18  | 10  | 2   | 5   | 8   | 5   | 7   | Ret | 9   | 9   | 5   | 4   | Ret | 3   | Ret | Ret | 17  | 129 |
| 8        | Jakub Kornfeil          | Honda     | 10  | 9   | 11  | 5   | 9   | 17  | 10  | 13  | 4   | 19  | 6   | 15  | 5   | Ret | 13  | Ret | 2   | 7   | 112 |
| 9        | Andrea Locatelli        | KTM       | 21  | 4   | 5   | Ret | 10  | Ret | 19  | Ret | 2   | 13  | Ret | 14  | 6   | 17  | Ret | 2   | 5   | 20  | 96  |
| 10       | Romano Fenati           | KTM       | 4   | 20  | 1   | 7   | 2   | Ret | 4   | 4   | 18  | DNS |     |     |     |     |     |     |     |     | 93  |
| 11       | Niccolò Antonelli       | Honda     | 1   | 10  | Ret | Ret | 8   | 4   | 20  | 5   | DNS | 18  | 5   | DSQ | 11  | 14  | 10  | Ret | 12  | 16  | 91  |
| 12       | Philipp Öttl            | KTM       | 9   | 15  | 4   | 10  | Ret |     | 17  | 11  | 17  | 5   | 15  | 12  | 8   | 10  | 4   | 14  | Ret | 8   | 85  |
| 13       | Fabio Quartararo        | KTM       | 13  | 13  | 13  | Ret | 6   | 5   | 7   | Ret | 23  | 4   | 21  | Ret | 18  | 12  | 8   | 12  | 4   | 14  | 83  |
| 14       | Bo Bendsneyder          | KTM       | 14  | 22  | 22  | 21  | 16  | 18  | 11  | 9   | 12  | 7   | 7   | 3   | Ret | 15  | 18  | 10  | 3   | 13  | 78  |
| 15       | Arón Canet              | Honda     | 15  | Ret | 7   | Ret | 4   | Ret | 6   | Ret | 15  | 21  | Ret | 8   | 7   | 7   | Ret | 3   | Ret | 19  | 76  |
| 16       | Jorge Martín            | Mahindra  | Ret | 8   | Ret | Ret | 18  | 14  | Ret | DNS | Ret | 6   | 2   | 10  | DNS | 6   | Ret | 6   | Ret | 10  | 72  |
| 17       | Andrea Migno            | KTM       | 17  | 29  | 15  | 11  | 7   | 10  | 18  | 3   | Ret | 25  | 12  | 29  | 15  | 11  | 24  | Ret | Ret | 3   | 63  |
| 18       | Livio Loi               | Honda     | 8   | 16  | 8   | 17  | 11  | 16  | 16  | 15  | 14  | 10  | 14  | 20  | 13  | 18  | 7   | 5   | 9   | 15  | 63  |
| 19       | Khairul Idham Pawi      | Honda     | 22  | 1   | 20  | 14  | 14  | Ret | Ret | Ret | 1   | 27  | Ret | 22  | 22  | 22  | 19  | Ret | 8   | 25  | 62  |
| 20       | Jules Danilo            | Honda     | 11  | 26  | 9   | 9   | Ret | 11  | Ret | 6   | 9   | 16  | 11  | 13  | 14  | 19  | 16  | 9   | Ret | 26  | 58  |
| 21       | Juan Francisco Guevara  | KTM       | 25  | 12  | 12  | 12  | 13  | 9   | 13  | Ret | Ret | 12  | 23  | 16  | 12  | 9   | 25  | Ret | Ret | 6   | 50  |
| 22       | John McPhee             | Peugeot   | 27  | 7   | 21  | Ret | 20  | 23  | 15  | 16  | 6   | 24  | 1   | 17  | 20  | 13  | Ret | Ret |     |     | 48  |
| 23       | Hiroki Ono              | Honda     | 18  | 6   | 25  | Ret | Ret | 6   | Ret |     | Ret | 15  | 20  | 19  | 9   | 20  | DSQ | 8   | DNS | 21  | 36  |
| 24       | Gabriel Rodrigo         | KTM       | 19  | 19  | 18  | 13  | Ret | 13  | Ret | Ret | 13  | Ret | 17  | 11  | Ret | 8   | Ret | Ret | 7   | Ret | 31  |
| 25       | Darryn Binder           | Mahindra  | 23  | 30  | Ret | Ret | Ret | Ret | 12  | 17  | Ret | 17  | Ret | 21  | Ret | 26  | 22  | 4   | 10  | 12  | 27  |
| 26       | Marcos Ramírez          | Mahindra  |     |     |     |     |     |     |     |     |     | 26  | 18  | Ret | Ret | 27  | 17  | 7   | 6   | Ret | 19  |
| 27       | Tatsuki Suzuki          | Mahindra  | 28  | 27  | 19  | 15  | 15  | 19  | 14  | Ret | 11  | Ret | 13  | 25  | Ret | 21  | 15  | 13  | Ret | 18  | 16  |
| 28       | Adam Norrodin           | Honda     | 20  | 11  | Ret | 16  | Ret | 22  | Ret | 19  | Ret | 23  | Ret | 23  | 23  | 23  | 12  | 11  | Ret | 27  | 14  |
| 29       | Stefano Manzi           | Mahindra  |     |     |     |     |     |     |     |     |     | 20  |     | 4   | 16  |     |     |     |     |     | 13  |
| 30       | Lorenzo Dalla Porta     | KTM       |     |     |     |     |     | 15  |     |     |     |     |     | 18  | 17  | 25  | 11  | 19  | 16  | Ret | 12  |
| 30       | Lorenzo Dalla Porta     | Honda     |     |     |     |     |     |     |     | 10  |     |     |     |     |     |     |     |     |     |     | 12  |
| 31       | María Herrera           | KTM       | 16  | 14  | 23  | 19  | 21  | 21  | Ret | 14  | DNS | 14  | 19  | 26  | Ret | 28  | 23  | 15  | NC  |     | 7   |
| 32       | Raúl Fernández          | KTM       |     |     |     |     |     |     |     |     |     |     |     |     |     |     |     |     |     | 11  | 5   |
| 33       | Hafiq Azmi              | Peugeot   |     |     |     |     |     |     |     |     |     |     |     |     |     |     |     |     | 11  |     | 5   |
| 34       | Stefano Valtulini       | Mahindra  | 29  | 28  | Ret | DNS | 22  | 24  | Ret | 18  | 20  | 28  | Ret | Ret | 26  | Ret | Ret | Ret | 13  | 31  | 3   |
| 35       | Albert Arenas           | Mahindra  |     |     |     | 18  |     |     | Ret | Ret |     |     |     |     |     |     |     |     |     |     | 2   |
| 35       | Albert Arenas           | Peugeot   |     |     |     |     |     |     |     |     |     | 22  | Ret | Ret | 19  | 24  | 14  | 16  | Ret | 24  | 2   |
| 36       | Lorenzo Petrarca        | Mahindra  | 31  | 31  | 24  | Ret | 24  | 25  | 22  | 20  | Ret | 30  | 24  | 28  | 24  | 29  | 21  | 17  | 14  | 28  | 2   |
|          | Alexis Masbou           | Peugeot   | 24  | 21  | 16  | Ret | 19  | Ret | Ret | Ret | 16  |     |     |     |     |     |     |     |     |     | 0   |
|          | Karel Hanika            | Mahindra  | 30  | 24  | Ret | Ret | Ret | 20  | Ret |     |     |     |     |     |     |     |     |     |     |     | 0   |
| KTM      | Karel Hanika            |           |     |     |     |     |     |     |     |     |     | 16  |     |     |     |     |     |     | 22  |     | 0   |
|          | Fabio Spiranelli        | Mahindra  | 32  | 32  | 26  | 23  | 23  | Ret | 21  | 21  | DNS | 29  | 22  | 27  | 25  | Ret | 20  | 18  | DNS |     | 0   |
|          | Maximilian Kappler      | KTM       |     |     |     |     |     |     |     |     | 19  |     |     |     |     |     |     |     |     |     | 0   |
|          | Matt Barton             | FTR Honda |     |     |     |     |     |     |     |     |     |     |     |     |     |     |     | 20  |     |     | 0   |
|          | Davide Pizzoli          | KTM       |     |     |     | 20  | DNS | DNS | Ret |     |     |     |     |     |     |     |     |     |     |     | 0   |
|          | Tim Georgi              | KTM       |     |     |     |     |     |     |     |     | 21  |     |     |     |     |     |     |     |     |     | 0   |
|          | Danny Webb              | Mahindra  |     |     |     |     |     |     |     | 22  | 22  |     |     |     |     |     |     |     |     |     | 0   |
|          | Enzo Boulom             | KTM       |     |     |     | 22  | Ret |     |     |     |     |     |     |     |     |     |     |     |     |     | 0   |
| Mahindra | Enzo Boulom             |           |     |     |     |     |     |     |     |     |     |     |     |     |     |     |     |     | 30  |     | 0   |
|          | Vicente Pérez           | Peugeot   |     |     |     |     |     |     |     |     |     |     |     |     |     |     |     |     |     | 23  | 0   |
|          | Marco Bezzecchi         | Mahindra  |     |     |     |     |     |     |     |     |     | Ret |     | 24  |     |     |     |     |     |     | 0   |
|          | Shizuka Okazaki         | Honda     |     |     |     |     |     |     |     |     |     |     |     |     |     |     | 26  |     |     |     | 0   |
|          | Daniel Sáez             | KTM       |     |     |     |     |     |     |     |     |     |     |     |     |     |     |     |     |     | 29  | 0   |
|          | Gabriel Martínez-Ábrego | Mahindra  |     |     |     |     |     |     |     |     |     |     |     |     |     | 30  |     |     |     |     | 0   |
|          | Ayumu Sasaki            | Honda     |     |     |     |     |     |     |     |     |     |     |     |     |     |     |     |     | Ret |     | 0   |
|          | Alex Fabbri             | Mahindra  |     |     |     |     |     |     |     |     |     |     |     |     | Ret |     |     |     |     |     | 0   |
|          | Rei Sato                | Honda     |     |     |     |     |     |     |     |     |     |     |     |     |     |     | DNS |     |     |     | 0   |
| Pos      | Piloto                  | Moto      | QAT | ARG | AME | ESP | FRA | ITA | CAT | NED | GER | AUT | CZE | GBR | RSM | ARA | JPN | AUS | MAL | VAL | Pts |

| Color     | Resultado                                                               |
| --------- | ----------------------------------------------------------------------- |
| Oro       | Ganador                                                                 |
| Plata     | 2.ª plaza                                                               |
| Bronce    | 3.ª plaza                                                               |
| Verde     | Finalizó en los puntos                                                  |
| Azul      | Finalizó sin puntos                                                     |
| Azul      | NC - No clasificado                                                     |
| Violeta   | Ret - No terminó (Carrera)                                              |
| Rojo      | DNQ - No se clasificó                                                   |
| Negro     | DSQ - Descalificado                                                     |
| Blanco    | DNS - No empezó (carrera)                                               |
| Blanco    | WD - Retirado (fin de semana)                                           |
| Blanco    | C - Carrera cancelada                                                   |
| Sin color | DNP - Inscrito pero no participó                                        |
| Sin color | INJ - Lesionado                                                         |
| Sin color | EX - Excluido                                                           |
| Estado    | Resultado                                                               |
| Negrita   | Pole position                                                           |
| Cursiva   | Vuelta rápida                                                           |
| †         | Abandona, pero clasifica al completar el porcentaje requerido para ello |

### Campeonato de constructores
| Pos | Constructor | QAT | ARG | AME | ESP | FRA | ITA | CAT | NED | GER | AUT | CZE | GBR | RSM | ARA | JPN | AUS | MAL | VAL | Pts |
| --- | ----------- | --- | --- | --- | --- | --- | --- | --- | --- | --- | --- | --- | --- | --- | --- | --- | --- | --- | --- | --- |
| 1   | KTM         | 2   | 3   | 1   | 1   | 1   | 1   | 2   | 3   | 2   | 1   | 7   | 1   | 1   | 2   | 2   | 1   | 3   | 1   | 382 |
| 2   | Honda       | 1   | 1   | 2   | 4   | 3   | 2   | 1   | 2   | 1   | 3   | 3   | 6   | 2   | 1   | 1   | 3   | 2   | 4   | 350 |
| 3   | Mahindra    | 3   | 8   | 14  | 3   | 12  | 3   | 12  | 1   | 10  | 6   | 2   | 2   | 16  | 6   | 6   | 4   | 1   | 10  | 211 |
| 4   | Peugeot     | 24  | 7   | 16  | Ret | 19  | 23  | 15  | 16  | 6   | 22  | 1   | 17  | 19  | 13  | 14  | 16  | 11  | 23  | 55  |
|     | FTR Honda   |     |     |     |     |     |     |     |     |     |     |     |     |     |     |     | 20  |     |     | 0   |
| Pos | Constructor | QAT | ARG | AME | ESP | FRA | ITA | CAT | NED | GER | AUT | CZE | GBR | RSM | ARA | JPN | AUS | MAL | VAL | Pts |